# Vík í Mýrdal
Vík í Mýrdal (kiejtése: ˈviːk i ˈmirˌtaːl̥; más néven Vík (kiejtéseⓘ)) Izland szigetének legdélebbi települése, Mýrdalshreppur székhelye. Azon kevés falu egyike Izlandon, amely tengerparton fekszik, de nincs kikötője.
187 km-re keletre fekszik Reykjavíktól, és a Mýrdalsjökull nevű gleccsert felkereső turisták számára fontos település.
A településre az Eyjafjallajökull 2010-es kitörése során vulkáni hamu hullott.

## A Katla vulkán közelsége
A település közvetlenül a Mýrdalsjökull gleccser lefolyásánál fekszik, ami alatt a Katla vulkán bújik meg. A Katla működő vulkán, jellemzően 40-80 évente tör ki, legutóbb 1918-ban, tehát régóta esedékes a kitörése. A helyiek leginkább a vulkánt borító 400-700 m vastag jégréteg elolvadása miatt keletkező ártól félnek, ami elsodorhatja az egész falut. A falu temploma, ami egy domb tetején áll, az egyetlen olyan épület, ami túlélhet egy ilyen áradást. A helyiek emiatt rendszeresen gyakorolják, hogy a kitörés leghalványabb jele esetén, hogyan kell eljutni leggyorsabban a templomba.

## Éghajlata
A turisták számára kevésbé kedvező tulajdonsága a településnek, hogy Izlandon itt a legnagyobb az évi esős napok száma.
| Hónap                                   | Jan.  | Feb.  | Már.  | Ápr.  | Máj. | Jún. | Júl. | Aug. | Szep. | Okt. | Nov.  | Dec.  | Év    |
| --------------------------------------- | ----- | ----- | ----- | ----- | ---- | ---- | ---- | ---- | ----- | ---- | ----- | ----- | ----- |
| Rekord max. hőmérséklet (°C)            | 10,6  | 13,0  | 12,5  | 15,8  | 19,7 | 21,5 | 23,1 | 24,4 | 17,7  | 16,5 | 13,4  | 11,9  | 24,4  |
| Átlagos max. hőmérséklet (°C)           | 3,5   | 4,0   | 4,4   | 6,5   | 9,0  | 11,3 | 13,2 | 12,8 | 10,3  | 7,4  | 4,7   | 3,6   | 7,6   |
| Átlaghőmérséklet (°C)                   | 1,2   | 2,0   | 1,9   | 4,0   | 6,7  | 8,9  | 10,8 | 10,6 | 8,1   | 5,4  | 2,6   | 1,3   | 5,3   |
| Átlagos min. hőmérséklet (°C)           | −1,4  | −0,6  | −0,7  | 1,4   | 4,1  | 6,7  | 8,3  | 8,0  | 5,4   | 2,8  | −0,1  | −1,3  | 2,7   |
| Rekord min. hőmérséklet (°C)            | −13,2 | −15,9 | −13,4 | −16,9 | −6,2 | −1,6 | 2,5  | 1,2  | −3,3  | −9,9 | −12,2 | −14,0 | −16,9 |
| Átl. csapadékmennyiség (mm)             | 203   | 179   | 185   | 156   | 138  | 172  | 152  | 211  | 214   | 242  | 195   | 206   | 2253  |
| Forrás: Izlandi Meteorológiai Szolgálat |       |       |       |       |      |      |      |      |       |      |       |       |       |

## Sport
A településen van az Ungmennafélagið Katla sportklub székhelye.

## Film
A község a Netflix Katla című sorozatának helyszíne, amely a vulkán első, 1918-as kitörésének a lakosokra gyakorolt hatásait mutatja be.

## Fordítás
- Ez a szócikk részben vagy egészben  a   Vík í Mýrdal című angol Wikipédia-szócikk fordításán alapul.  Az eredeti cikk szerkesztőit annak laptörténete sorolja fel. Ez a jelzés csupán a megfogalmazás eredetét és a szerzői jogokat jelzi, nem szolgál a cikkben szereplő információk forrásmegjelöléseként.